# Aumont (Jura)
Aumont ist eine französische Gemeinde im Département Jura der Region Bourgogne-Franche-Comté. Sie gehört zum Arrondissement Dole, zum Kanton Bletterans und zum Gemeindeverband Communauté de communes Comté de Grimont, Poligny.
Die Nachbargemeinden sind Vaudrey und La Ferté im Norden, Mathenay im Nordosten, Abergement-le-Grand im Osten, Montholier im Süden, Neuvilley im Südwesten und Oussières im Westen.
Die Einheimischen nennen sich Aumoniers.

## Bevölkerungsentwicklung
| Jahr                       | 1962 | 1968 | 1975 | 1982 | 1990 | 1999 | 2017 | 2017 |
| Einwohner                  | 436  | 416  | 383  | 435  | 455  | 405  | 442  | 468  |
| Quellen: Cassini und INSEE |      |      |      |      |      |      |      |      |

## Sehenswürdigkeiten
- Kirche Saiont-Ferréol und Saint-Ferieux aus dem 15. Jahrhundert.